# 青森県道237号碇ケ関停車場線
青森県道237号碇ケ関停車場線（あおもりけんどう237ごう いかりがせきていしゃじょうせん）は、青森県平川市を通る一般県道である。

## 概要
JR奥羽本線 碇ケ関駅前から国道7号に至る短距離路線である。

### 路線データ
以下は青森県例規集に収録されているデータである。
- 起点 : 碇ケ関停車場
- 終点 : 国道七号交点（平川市碇ケ関）

## 歴史
- 1961年（昭和36年）2月10日 - 県道に認定される[1]。

## 路線状況

### 道路施設
- 道の駅いかりがせき（終点から国道7号経由）

## 地理

### 交差する道路
- 国道7号（終点）
  - 青森県道202号碇ケ関大鰐停車場線（終点から国道7号経由）

### 沿線の施設など
- JR奥羽本線 碇ケ関駅
- 屋内プール ゆうえい館